# M-Pesa
M-PESA (M de móvil, pesa en Suajili significa dinero) es el nombre del producto de telefonía móvil de Safaricom (una filial de Vodafone) que ofrece diversos servicios a los usuarios tales como realizar pagos con el teléfono móvil, enviar y recibir dinero entre usuarios (y no usuarios), reservar hoteles, retirar dinero efectivo en cajeros, entre otros.
Es un servicio de banca sin sucursales, lo que significa que está diseñado para permitir a los usuarios realizar transacciones bancarias básicas sin la necesidad de visitar una sucursal bancaria.
M-Pesa se ha implantado con fuerza en Kenia. En abril del 2011 contaba con más de 14 millones de usuarios y casi 30.000 distribuidores en este país tan solo cuatro años después de iniciarse su comercialización.
M-Pesa ha comenzado a implantarse en Uganda, Tanzania, Ruanda y Afganistán.

## Historia
Fue desarrollado inicialmente por Sagentia antes de pasar a IBM. El proyecto fue patrocinado inicialmente por el gobierno del Reino Unido a través del Departamento para el Desarrollo Internacional (DFID) durante el período 2003-2007. 
M-PESA buscaba la creación de un servicio que permitiese a los beneficiarios de microcréditos recibir el dinero y pagar los préstamos con comodidad utilizando la red de revendedores de recargas de móviles de Safaricom. De este modo se reducían costes lo que permitiría a las instituciones de microfinanzas (IMFs) ofrecer tasas de préstamo más competitivas a sus usuarios. Los usuarios del servicio podían realizar un seguimiento de sus finanzas con mayor facilidad. Sin embargo, cuando el servicio fue probado, los clientes adoptaron el servicio para una variedad de usos alternativos, surgieron complicaciones con Faulu, la institución de microfinanzas asociación (IMF). 
M-PESA se redefinió y se puso en marcha con una propuesta de valor diferente: el envío de remesas y el uso como medio de pagos.

## Funcionamiento
Los clientes de M-PESA pueden depositar y retirar dinero de una red de agentes que incluye revendedores de tarjetas prepago y puntos de venta que actúan como agentes bancarios. M-PESA pertenece a Safaricom, un operador de red móvil (MNO), que no está clasificado como una institución de captación de depósitos (por ejemplo un banco). Por lo tanto M-PESA no se puede anunciar como un servicio bancario. 
El servicio permite a sus usuarios:
- Depositar y retirar dinero
- Transferir dinero a otros usuarios y no usuarios
- Pagar facturas
- Recargar saldo de la tarjeta prepago

La tecnología de interfaz de usuario de M-PESA es diferente entre Safaricom de Kenia y de Tanzania Vodacom, aunque la plataforma subyacente es la misma. Mientras Safaricom utiliza herramientas SIM para ofrecer menús teléfono para acceder al servicio, mientras que Vodacom se basa en la USSD para proporcionar a los usuarios menús.